# Pueblo bhojpuri
El pueblo bhojpuri o bhoshpuri (en hindi y bhojpuri, भोजपुरिया) es un grupo etnolingüístico indoario del subcontinente indio que habla el idioma bhoshpuri y habita en las regiones de Bhojpuri y Purvanchal. En la actualidad, esta área se divide entre la parte occidental del estado indio de Bihar, la parte oriental del estado indio de Uttar Pradesh y la parte noreste del estado indio de Jharkhand, junto con algunos distritos vecinos en el Madhesh de Nepal. Los distritos de Bihar con una importante población de hablantes de bhojpuri son los distritos de Bhojpur (llamado así por los bhojpuris), Buxar, Kaimur, Sasaram, Saran, Siwan, Gopalganj, Muzzaparpur y Champaran. Se puede encontrar una población significativa de diáspora bhojpuris en Trinidad y Tobago, Guyana, Surinam, otras partes del Caribe, Fiyi, Sudáfrica y Mauricio.

## Lengua
El bhojpuri es hablado por alrededor de 50 millones de personas. Es originario del reinado de Bhojpur de Uttar Pradesh y Bihar. El bhojpuri es considerado sociolingüísticamente uno de los dialectos del hindi, aunque de forma oficial pertenece a la rama de lenguas bihari de las lenguas indoarias orientales.

## Gastronomía
La gastronomía bhojpuri es parte de la gastronomía del norte de la India. Es suave pues el picante y las especias se usan menos. Ha influido principalmente en la gastronomía caribeña, fiyiana, mauriciana y sudafricana.